# Художествена галерия Русе
Русенската художествена галерия е основана на 30 април 1933 г.
Помещава се последователно в Дома на изкуствата и печата, в залите на Русенската библиотека и в дома на Драматичния театър. От 1979 г. се намира в специално построената за целта сграда на ул. „Борисова“ № 39. Галерията разполага с постоянна експозиция, но провежда и временни изложби на български и чужди художници.
Постоянният фонд на галерията включва произведения на българското изобразително изкуство от края на 19 век до съвременността. Днес колекциите на галерията включват над 2770 творби.
Постоянната експозиция е наречена „Основатели на Русенската художествена галерия“. Най-старата творба в нея е „Св. св. Кирил и Методий“ (1868) на възрожденския художник Николай Павлович и постъпва във фонда на галерията през 1946 г. Сред живописните творби, постъпили през първите години след създаването на галерията, са и няколко платна на Владимир Димитров – Майстора: „Моми“, натюрмортът „Круши“, пейзажът „Пролет“ и „Ангелчета“.
През 2009 г. галерията издава каталог „Живопис“ с автори Елена Великова, Красимира Кирилова и Мария Тодорова.